# Petar Grbić
Petar Grbić (* 7. August 1988 in Titograd) ist ein montenegrinischer Fußballspieler. Er spielt bevorzugt im offensiven Mittelfeld.

## Karriere

### Verein
Seine Karriere begann Grbić 2007 beim montenegrinischen Klub FK Mladost Podgorica. 2008 bis 2011 spielte er für den FK Mogren. Im Jahr 2011 wechselte er zum griechischen Rekordmeister Olympiakos Piräus. Dort konnte er sich, auch aufgrund von Verletzungen, zu keinem Zeitpunkt durchsetzen. Nach diversen Stationen auf Leihbasis, unterschrieb er 2014 schließlich einen Vertrag beim serbischen Klub Partizan Belgrad.
Ab dem Januar 2016 begann er seine Karriere in der Türkei beim Erstligisten Akhisar Belediyespor fortzusetzen. Von diesem wurde er für die Saison 2016/17 an den Zweitligisten Adana Demirspor ausgeliehen.

### Nationalmannschaft
2011 debütierte Grbić für die Montenegrinische Fußballnationalmannschaft.

## Erfolge

### Verein
- Serbischer Meister: 2014/15 mit Partizan Belgrad

## Sonstiges
Seine Schwester Itana Grbić läuft für die montenegrinische Handballnationalmannschaft auf.